# Makangila
Makangila è un ward dello Zambia, parte della Provincia Orientale e del Distretto di Chipata.